# Pfarrkirche Schiefling im Lavanttal

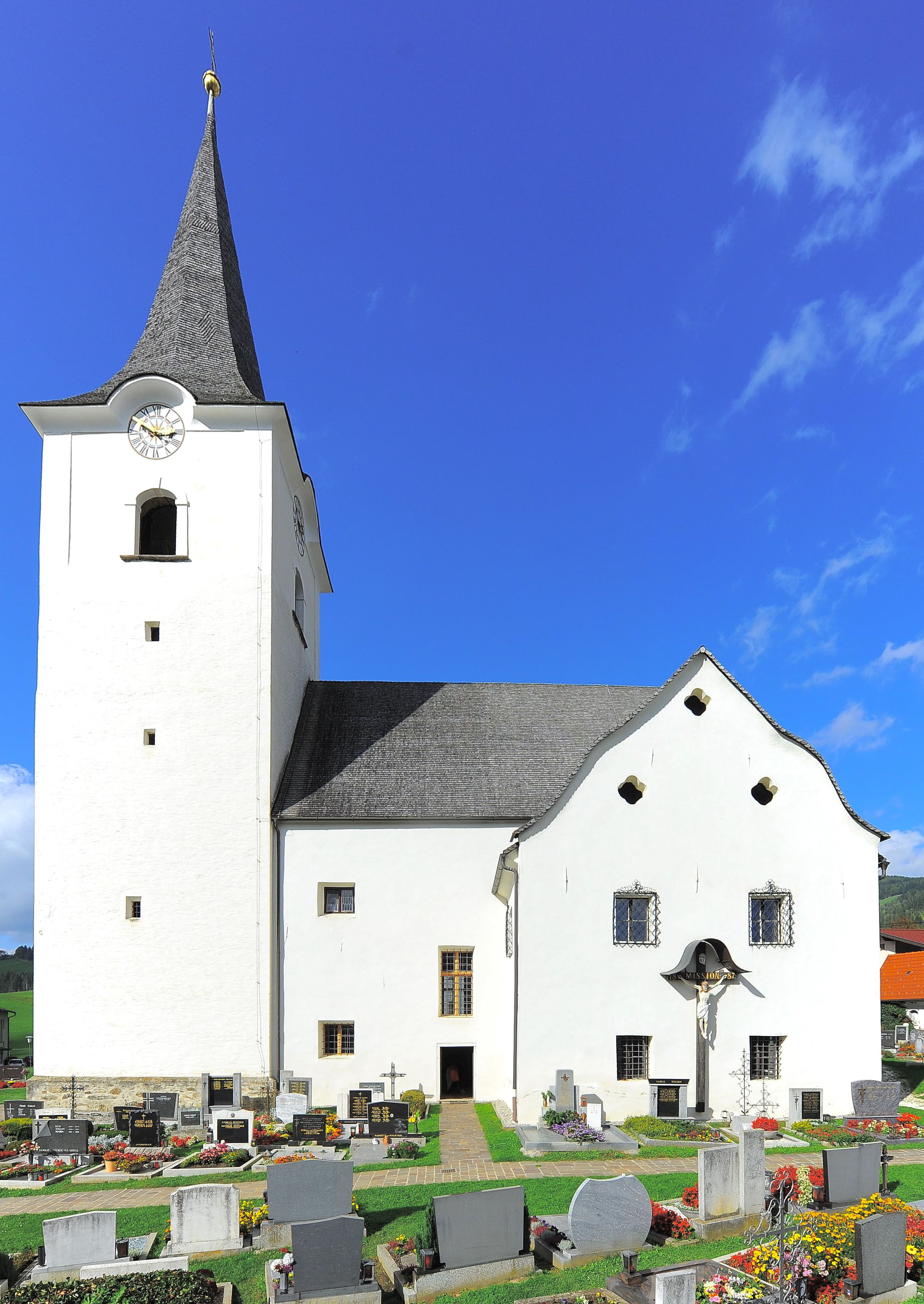
Katholische Pfarrkirche hl. Ägidius in Schiefling im Lavanttal

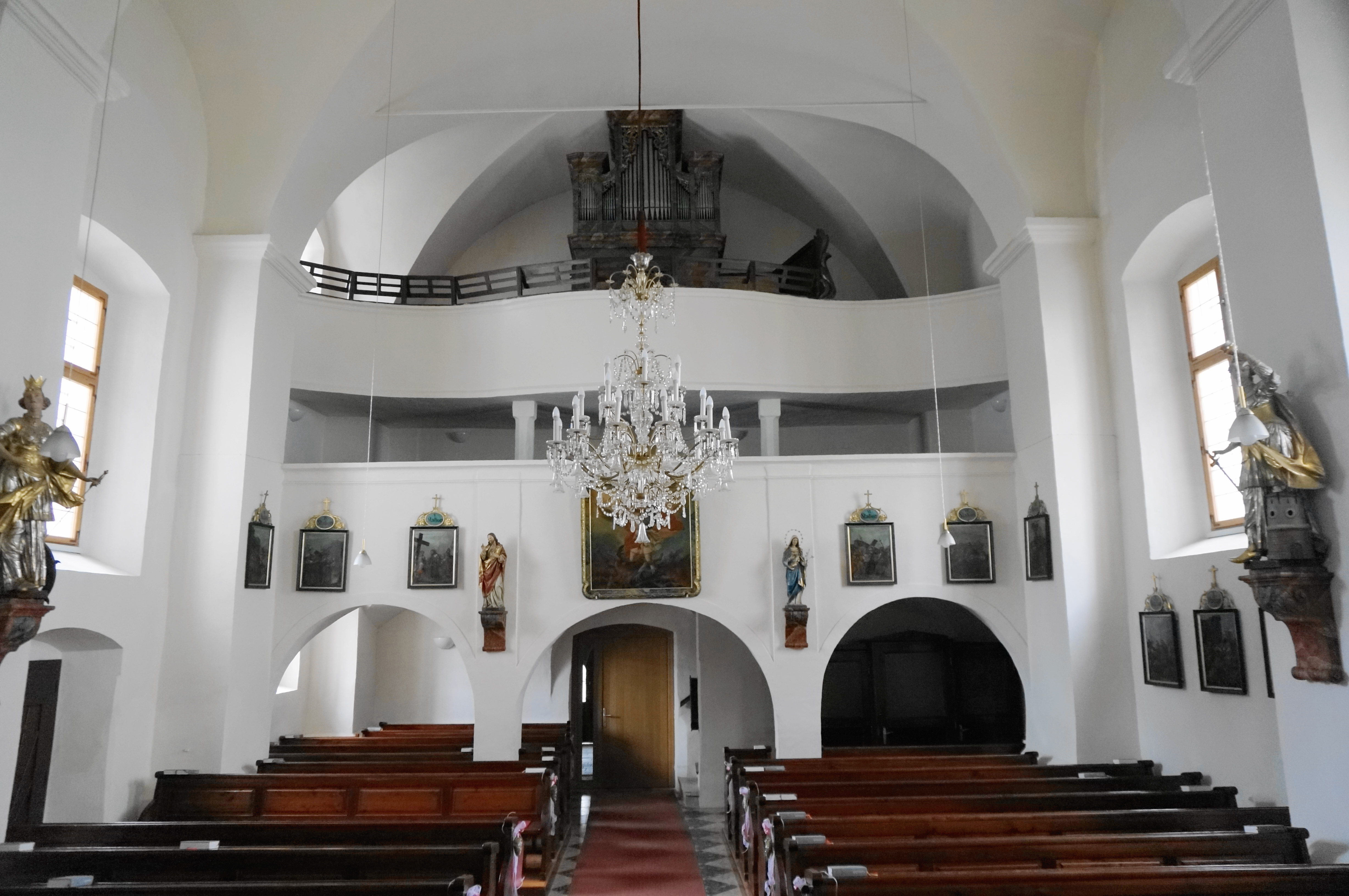
Im Langhaus zur Orgelempore

Die Pfarrkirche Schiefling im Lavanttal steht am Westrand des Dorfes Schiefling im Lavanttal in der Stadtgemeinde Bad St. Leonhard im Lavanttal im Bezirk Wolfsberg in Kärnten. Die dem Patrozinium des Heiligen Ägidius unterstellte römisch-katholische Pfarrkirche gehört zum Dekanat Wolfsberg in der Diözese Gurk-Klagenfurt. Die Kirche und der Friedhof stehen unter Denkmalschutz (Listeneintrag).

## Geschichte
Eine Pfarre bestand vor 1417.

## Architektur
Das Kirchenäußere zeigt einen großen spätbarocken Kirchenbau. Der vorgestellte mächtige im Kern gotische Westturm steht nicht in der Achse des Langhauses und hat barocke rundbogige Schallöffnungen und trägt ein Spitzdach. An das Langhaus schließt eine halbrunde eingezogene Apsis. Der zweigeschoßige Sakristeianbau hat eine nach Süden gerichtete Giebelfassade. Das spätgotische Westportal ist profiliert und hat seitliche Filialen über Figurennischen, Kreuzblume und Krabben, und Blendmaßwerk mit Fischblasen im Tympanon.
Das Kircheninnere zeigt ein Turmerdgeschoß mit einem Kreuzgratgewölbe, die Ansätze der ehemaligen Rippen sind teils erhalten, und beinhaltet ein teils erhaltenes zugemauertes gotisches Portal zum ehemaligen Langhaus, der jetzige Eingang ist seitlich verschoben. Das saalartige barocke Langhaus hat ein Tonnengewölbe, durch Stichkappen und stark vortretende Wandpfeiler in vier Joche geteilt. Die dreiachsige Westempore ist kreuzgratgewölbt auf Pfeilern, darüber ist eine zweite Empore mit stark vorschwingender Brüstung.

## Ausstattung
Die Einrichtung ist einheitlich spätbarock aus der dritten Viertel des 18. Jahrhunderts mit reichem bemerkenswerten Skulpturenschmuck, am Hochaltar Agidius flankiert von Norbert und Petrus, im Aufsatz Josef.
Der Taufstein aus dem 17. Jahrhundert trägt einen hölzernen barocken Deckel. Ein Leinwandbild Anbetung der Hirten entstand um 1800. Ein eiserner Opferstock entstand um 1900. Eine Glocke nennt 1779.